# Vetheo
Vincent Berrié, plus connu sous le pseudonyme de Vetheo, est un joueur français de League of Legends évoluant au poste de midlaner pour l'équipe française Team Vitality. Il a notamment remporté le titre de meilleur joueur de LEC au printemps 2022 avec Misfits Gaming. Après avoir rejoint l'effectif de Excel Esports début 2023, il sera remplacé sur la dernière semaine de la saison régulière du printemps en LEC à cause de résultats décevants. Le 7 juin 2023, Vetheo est annoncé chez Team Heretics, aux côtés de l'un de ses anciens coéquipiers Mersa.

## Biographie
Le championnat de 2e division n'existant pas encore, Vetheo participe à plusieurs étapes de l'OpenTour France 2019 avec différentes équipes, dont notamment la Tony Parker Adequat Academy, l'équipe académique de LDLC OL. Il se fait remarquer par ses bonnes performances et est promu dans l'équipe principale en LFL pour la saison 2020 à la suite du départ d'Eika en LCS.

### Saison 2020
LDLC aborde la saison avec une équipe entièrement remaniée après une année 2019 remplie de titres, avec notamment le retour à la compétition de Yellowstar. L'équipe lyonnaise commence sa saison par la Lyon e-Sport et réalise un tournoi très prometteur pour la sutie de la saison, puisqu'ils remportent le tournoi aisément, en battant Team MCES 3-0 en finale. 
LDLC OL début donc le segment de printemps de la 2e saison de LFL en tant que grandissime favori. Après un segment de très haute voltée de Vetheo et avoir terminé premier de la phase régulière, LDLC tombe sèchement en finale 3-0 face à GamersOrigin . Il expliquera plus tard que le long break entre la fin de la phase régulière et la finale, causé par la pandémie de Covid-19, aura eu une grosse influence sur le rythme et leur niveau de jeu. Néanmoins, pour sa première compétition internationale, Vincent et son équipe se reprendront en remportant les European Masters seulement quelques semaines plus tard.
Sans être mauvaise, la suite de la saison sera moins fructueuse pour LDLC OL, échouant à nouveau en finale des Underdogs face à Vitality.Bee et malgré un premier pentakill en compétition pour Vetheo en demi-finale face à Misfits Premier . Ils tomberont ensuite en demi-finale des European Masters et de la LFL d’été, puis aux LFL Finals respectivement face à GamersLegion, GameWard puis Misfits Premier. Cependant, les excellentes performances de Vetheo qui, pour sa première année en ERL a dominé une grande partie ses adversaires directs sur la midlane,  vont lui permettre dès sa deuxième année professionnelle de rejoindre la LEC, le plus haut niveau européen : en effet, le 12 décembre 2020, Misfits Gaming annonce le recrutement du joueur français pour la saison 2021.

### Saison 2021
Pour ses débuts en LEC, Vetheo va avoir quelques difficultés d’adaptation, et ne sera pas vraiment aidé par son équipe qui terminera donc ce segment printanier à une 7e place non qualificative. Vetheo n’accrochera même pas le podium du meilleur rookie du segment parmi les 8 nommés. 
Le segment d’été sera lui beaucoup mieux réussi, avec une bonne et surprenante 4e place en phase régulière, qualificative pour les premiers playoffs du joueur français en LEC, qui a largement progressé depuis le printemps, reconnaissant être peut-être arrivé au plus haut niveau un peu prématurément. Si leurs rencontres de phase finale seront très disputés, passant proche de la victoire sur chacune d’entre elles, Misfits tombera d’abord face à Rogue puis face à Fnatic . Vetheo ne participera donc pas à ses premiers championnats du monde. Il sera cependant conservé à l’issue de la saison malgré des changements importants dans l’effectif.

### Saison 2022
Fort de son année d’expérience, Vetheo va encore surélever son niveau de jeu et porter Misfits Gaming vers une 3e place à nouveau synonyme de phases finales. Son excellent niveau durant ce segment lui vaudra même d’être nommé meilleur joueur de la LEC. Il devient le deuxième français après son ancien coéquipier Yellowstar à remporter ce prestigieux trophée. Cependant, à l’instar de la saison passée, Misfits ne conclut pas sa bonne phase régulière en tombant d’abord face à Rogue puis face à G2 Esports. 
Un peu moins dominant au segment d’été mais toujours très régulier (il terminera 3e meilleur midlaner de la ligue), Vetheo amène à nouveau son équipe dans les 4 premiers de la phase régulière mais ne saura, à nouveau, pas aider son équipe à passer un cap en playoffs, battu d’abord par G2 Esports puis par Fnatic .
Une saison réussie pour Vetheo sur le plan personnel mais plutôt décevante au vu des résultats d’équipe. Les dirigeants de cette dernière ayant décidé de vendre leur place en LEC à Team Heretics, Vetheo se retrouve donc sans contrat et s’engage donc avec Excel Esports pour la saison prochaine.

### Saison 2023
Vetheo débarque dans une nouvelle structure qui renouvelle grandement son effectif et crée une équipe très prometteuse qui s’annonce favorite et prête à jouer le titre.  Cependant, les attentes seront très loin de la réalité car les joueurs n’arrivent pas à jouer ensemble et Excel terminera dernière du segment hivernal puis à nouveau dernière du segment printanier, avec notamment le remplacement de Vetheo au milieu du printemps qui est mis de côté jusqu’à la fin de la saison.  
Il se retrouvera pour le segment d'été chez Team Heretics, aux côtés de joueurs notables comme Jankos ou encore Mersa, ancien joueur chez Misfits avec Vetheo.